# Арвид Карлсон
Арвид Карлсон (на шведски: Arvid Carlsson; 25 януари 1923, Упсала, Швеция – 29 юни 2018, Гьотеборг) е шведски фармацевт, известен със своите научни разработки с невротрансмитера допамин. Той получава заедно с Пол Грийнгард и Ерик Кандел Нобеловата награда за физиология или медицина за „открития, свързани с пренасянето на сигналите в нервната система“.

## Биография
Арвид Карлсон е роден на 25 януари 1923 г. в Упсала. Следва от 1941 г. медицина в Университета в Лунд, в който баща му преподава история. Въпреки че Швеция е неутрална през Втората световна война, той е принуден да прекъсне образованието си, за да служи в шведската армия. През 1951 г. защитава докторска титла и по-късно става професор в Лундския университет. Осем години по-късно поема катедрата по фармакология в Гьотеборгския университет до получаването на своята емеритизация през 1989 г. През 50 години на 20 век той открива субстанцията допамин като самостоятелен невротрансмитер, както и неговото въздействие върху мозъка на човека. Карлсон доказва, че при недостиг на това вещество в определени зони на мозъка може да се отключи паркинсоновата болест. С това и допълнителната научна дейност в тази област той внася съществен принос в борбата с тази болест.
През 2000 г. получава за тези свои изследвания Нобеловата награда за физиология или медицина.
Той е противник на флуорирането на водата.